# Santa Maria Maior (Chaves)
Santa Maria Maior é uma freguesia portuguesa do município de Chaves, com 5,63 km² de área e 11 408 habitantes (censo de 2021). A sua densidade populacional é 2 026,3 hab./km².

## Demografia
A população registada nos censos foi:
| Distribuição da População por Grupos Etários | Distribuição da População por Grupos Etários | Distribuição da População por Grupos Etários | Distribuição da População por Grupos Etários | Distribuição da População por Grupos Etários |
| -------------------------------------------- | -------------------------------------------- | -------------------------------------------- | -------------------------------------------- | -------------------------------------------- |
| Ano                                          | 0-14 Anos                                    | 15-24 Anos                                   | 25-64 Anos                                   | > 65 Anos                                    |
| 2001                                         | 1971                                         | 1896                                         | 6582                                         | 1811                                         |
| 2011                                         | 1609                                         | 1328                                         | 6579                                         | 2272                                         |
| 2021                                         | 1382                                         | 1127                                         | 6089                                         | 2810                                         |

## Património
- Pelourinho de Chaves
- Igreja de Santa Maria Maior (Chaves) ou Igreja Matriz de Chaves
- Castelo de Chaves
- Igreja da Misericórdia